# کلیف آرکت
کلیف آرکت (انگلیسی: Cliff Arquette؛ ۲۷ دسامبر ۱۹۰۵ – ۲۳ سپتامبر ۱۹۷۴) یک هنرپیشه اهل ایالات متحده آمریکا بود.